# Хесхајм
Хесхајм (њем. Heßheim) општина је у њемачкој савезној држави Рајна-Палатинат. Једно је од 25 општинских средишта округа Рајна-Палатинат. Према процјени из 2010. у општини је живјело 3.002 становника. Посједује регионалну шифру (AGS) 7338012.

## Географски и демографски подаци
Хесхајм се налази у савезној држави Рајна-Палатинат у округу Рајна-Палатинат. Општина се налази на надморској висини од 100 метара. Површина општине износи 5,8 km². У самом мјесту је, према процјени из 2010. године, живјело 3.002 становника. Просјечна густина становништва износи 519 становника/km².